# Snödrottningen
För andra betydelser, se Snödrottningen (olika betydelser).

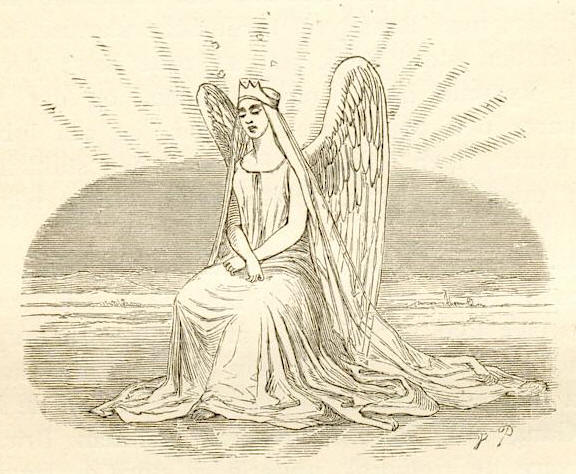
Illustration av Vilhelm Pedersen

Snödrottningen (danska: Snedronningen) är en saga från 1845 av den danske författaren H.C. Andersen. Den handlar om hur den kalla snödrottningen kidnappar barnet Kaj, och hur hans vän Gerda måste besegra drottningen. Sagan är i sju delar och hör till Andersens längsta och mest spridda. Den har filmatiserats och bearbetats flera gånger, bland annat som den sovjetiska tecknade filmen Snödrottningen från 1957. Även Disneys Frost från 2013 var inspirerad av denna saga i filmens tidiga utvecklingsfas.